# جون دبليو. موريس
جون دبليو. موريس (بالإنجليزية: John W. Morris)‏ هو عسكري أمريكي، ولد في 10 سبتمبر 1921 في برنسيس آن في الولايات المتحدة، وتوفي في 20 أغسطس 2013 في ويلمينغتون في الولايات المتحدة.